# Пилкові зерна
Пилкові зерна — це чоловічі гамети рослини — спермії (є носіями спадкової інформації), які вкриті оболонкою, що складається із зовнішнього шару — екзини і внутрішнього — інтини.

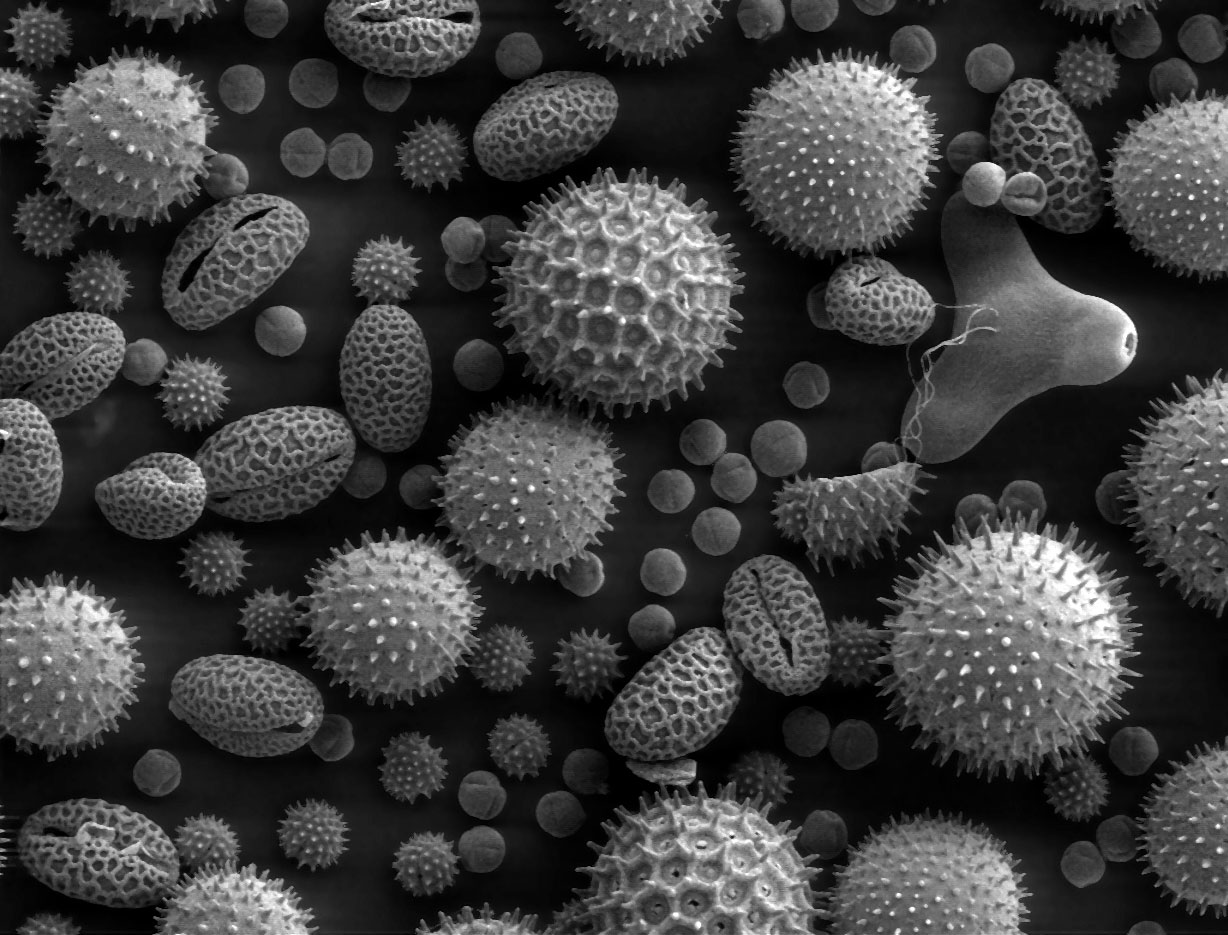
Пилкові зерна

До складу екзини входить біополімер спорополенін, який витримує вплив високих температур і не розчиняється навіть у лугах і кислотах. Цей матеріал настільки міцний, що вченими розглядається можливість використання його для конструювання невразливих літаків.
Зовні пилкові зерна різних рослин дуже різноманітні, у багатьох рослин вони мають форму маленьких кульок. Кожне пилкове зерно вкрите оболонкою, поверхня якої рідко буває гладенька; частіше вона нерівна й покрита шипиками, бородавочками і виростами у вигляді сіточки. Це допомагає пилковим зернам триматися на тілі комахи-запилювача і на приймочці.